# Prolog (programski jezik)
Prolog (kratica za Programming in Logic – logično programiranje) je deklarativen logični programski jezik. Programiranje v tem jeziku poteka v simbolni logiki, jezik pa je izvirno zasnovan za dokazovanje izrekov, sedaj pa je bolj splošno v uporabi v umetni inteligenci. Zelo znano delo Prolog in umetna inteligenca je napisal slovenski strokovnjak Ivan Bratko.
Zgled programa v prologu:
```
write('Hello world'),nl.
```